# McCarthy-Ära

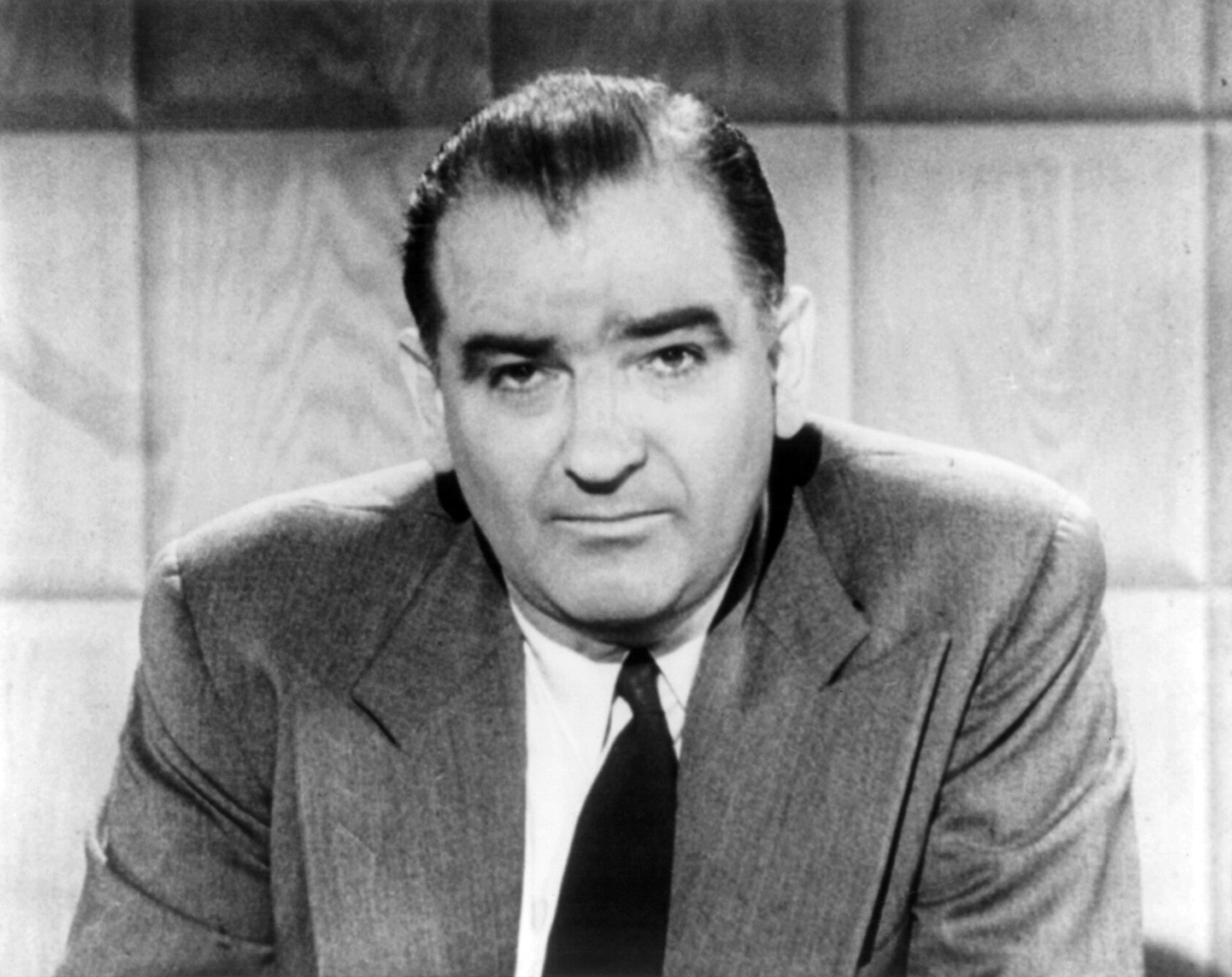
Joseph McCarthy (1954)

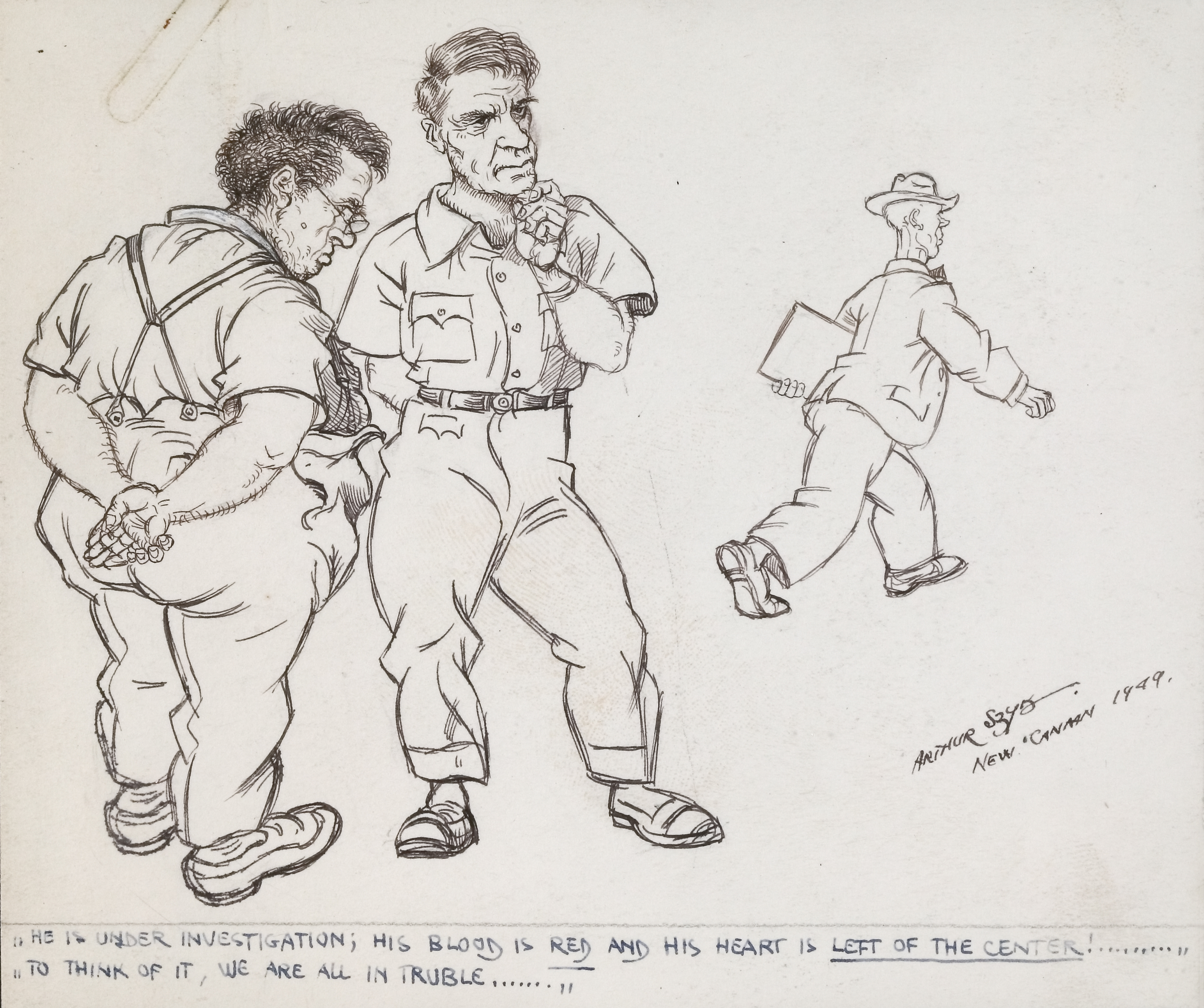
„Es wird gegen ihn ermittelt; sein Blut ist rot und sein Herz ist links der Mitte!“ „Wenn man das so sieht, kriegen wir alle Ärger …“. Karikatur von Arthur Szyk aus dem Jahr 1949

McCarthy-Ära (auch McCarthyismus) bezeichnet einen Zeitabschnitt der jüngeren Geschichte der Vereinigten Staaten in der Anfangsphase des Kalten Krieges. Sie war durch einen lautstarken Antikommunismus und Verschwörungstheorien geprägt und ist auch als Second Red Scare (deutsch „Zweite Rote Angst“) bekannt. Obwohl der namensgebende Senator Joseph McCarthy nur von 1950 bis 1955 öffentlich in Erscheinung trat, wird der gesamte Zeitraum der Verfolgung echter oder vermeintlicher Kommunisten und deren Sympathisanten, der so genannten Fellow travellers, von 1947 bis etwa 1956 heute als McCarthy-Ära bezeichnet.

## Geschichte

### Vorgeschichte
Während des Zweiten Weltkrieges waren die USA und die Sowjetunion in der Anti-Hitler-Koalition verbündet. Der Antikommunismus ging zurück. In dieser Zeit kamen zahlreiche Immigranten aus Deutschland und dem deutsch besetzten Europa ins Land, von denen viele als entschiedene Antifaschisten der politischen Linken zugeneigt waren. Viele befruchteten das geistige Klima ihres Gastlandes, genossen die Freiheiten, die das linksliberale Klima der New-Deal-Ära auch für Kommunisten und Sozialisten bot. Sie engagierten sich im amerikanischen Staatsdienst, wie die jüdischstämmigen Sozialisten Herbert Marcuse und Franz Neumann, die für das OSS, die Vorgängerorganisation der CIA, arbeiteten.
Nach Ende des Zweiten Weltkrieges kühlten die Beziehungen zwischen den beiden Großmächten ab, der Kalte Krieg setzte ein. Mit dem Wechsel des außenpolitischen Feindbilds weg von Nationalsozialisten und Faschisten hin zu den Kommunisten, insbesondere der UdSSR und der Volksrepublik China, wandelte sich auch das innenpolitische Klima: Roosevelts New Deal wurde im Wahlkampf zu den Kongresswahlen 1946 von den Republikanern in die Nähe des Kommunismus gerückt und die Demokratische Partei als „rote Faschisten“ (red fascists) beschimpft. Bei den Wahlen errangen die Republikaner die Mehrheit in beiden Häusern des Kongresses.
Linksgesinnte wurden in der amerikanischen Gesellschaft nun als Bedrohung wahrgenommen. Bereits 1939 hatte der Hatch Act für Anstellungen bei einer Bundesbehörde von allen Bewerbern verlangt, zu schwören, dass sie keiner Organisation angehörten, die für den gewaltsamen Umsturz der verfassungsmäßigen Regierungsform eintrat. 1940 unterzeichnete Präsident Roosevelt den Alien Registration Act, der den Aufruf, die Regierung zu stürzen, unter Strafe stellte. Am 22. März 1947 ordnete Harry Truman mit der Executive Order 9835 eine Überprüfung der politischen Loyalität sämtlicher Angestellten der Bundesbehörden durch ein Loyalty Review Board an. Drei Millionen Staatsbedienstete wurden überprüft, 1.210 entlassen, und weitere 6.000 reichten ihre Kündigung ein.

### Ausführende Organe
Kennzeichnend für die McCarthy-Ära waren Vorladungen und Verhöre politisch Verdächtiger vor parlamentarischen Untersuchungsausschüssen, z. B. dem Komitee für unamerikanische Umtriebe (offiziell House Committee on Un-American Activities oder HCUA, meist und in diesem Artikel jedoch House Un-American Activities Committee oder HUAC) des Repräsentantenhauses, in dem sich besonders der Demokrat Martin Dies Jr. (Leiter von 1938 bis 1944) und der Republikaner Richard Nixon hervortaten. Die ursprüngliche Aufgabe dieses Komitees bestand darin, gegen Personen mit kommunistischen oder faschistischen Verbindungen zu ermitteln. Ein weiteres war das 1952 gegründete Permanent Subcommittee on Investigations des Senats (Ständiger Unterausschuss für Untersuchungen), dem der Republikaner McCarthy vorstand. McCarthy war bereits 1950 erfolgreich gewesen mit einer Verschwörungstheorie über angebliche Unterwanderungen von Regierungsbehörden durch Kommunisten. Er behauptete, er besitze eine Liste mit 205 Namen von aktuellen oder ehemaligen Mitgliedern der Kommunistischen Partei, die mit vollem Wissen von Außenminister Dean Acheson im State Departement beschäftigt seien. Diese Liste existierte nicht.
Beide Ausschüsse arbeiteten eng zusammen mit dem von J. Edgar Hoover geleiteten FBI. Staatsbedienstete wurden ebenso auf ihre Gesinnung überprüft wie Personen des öffentlichen Interesses und Künstler. Unterstützung erhielten diese Ausschüsse von antikommunistischen Privatorganisationen und Interessenverbänden wie der American Business Consultants Inc., der AWARE Inc. oder der Motion Picture Alliance for the Preservation of American Ideals (MPA), einem Zusammenschluss von Filmschaffenden.

### Ermittlungen gegen die Kommunistische Partei
Präsident Truman tat 1948 die 60.000 Mitglieder zählende Kommunistische Partei der USA (CPUSA) als „eine verachtenswerte Minderheit in einem Land der Freiheit“ („a contemptible minority in a land of freedom“) ab. Das FBI und das Justizministerium sammelten bereits ab 1946 belastendes Material gegen die Partei. 1949 wurden elf ihrer führenden Mitglieder wegen Verstoßes gegen den Smith Act angeklagt und im so genannten Foley Square Trial (benannt nach dem Veranstaltungsort des Prozesses, dem Foley Square in New York) zu Geld- und Haftstrafen verurteilt. Anschließend verurteilte Richter Harold Medina auch noch die Anwälte der Angeklagten zu Haftstrafen von bis zu sechs Monaten.
1948 brachten die republikanischen Vertreter im HUAC, Karl Earl Mundt und Richard Nixon, einen Gesetzesantrag ein, die so genannte Mundt-Nixon-Bill, die alle Mitglieder der Kommunistischen Partei zwingen sollte, sich namentlich beim Generalbundesanwalt registrieren zu lassen. Der Antrag passierte das Repräsentantenhaus, wurde aber nicht vom Senat gebilligt, unter anderem weil Truman angekündigt hatte, sein Veto einzulegen. Ein zweiter Antrag, die Mundt-Ferguson-Bill, scheiterte ebenfalls, bildete aber die Grundlage für den so genannten Internal Security Act oder McCarran Internal Security Act (benannt nach dem Antragsteller, dem demokratischen Senator Pat McCarran), der 1950 in Kraft trat. Das ausdrücklich der Bekämpfung des Kommunismus auf amerikanischem Boden dienende Gesetz gestattete unter anderem die Festnahme und Internierung von Personen, bei denen „berechtigter Grund zur Annahme besteht, dass diese allein oder im Rahmen einer Verschwörung mit anderen Spionage oder Sabotage betreiben werden“. Truman legte vergebens sein Veto ein, das er unter anderem mit der Feststellung begründete, das Gesetz sei eine „Gefahr für die Rede-, Presse- und Versammlungsfreiheit“. Der Kongress genehmigte die Errichtung von sechs Internierungslagern (detention camps), die aber nicht genutzt wurden.

### Ermittlungen gegen Künstler und die „Schwarze Liste“

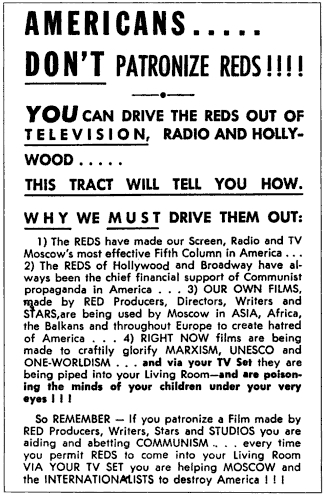
Antikommunistischer Aufruf der 1950er

1947 erklärten der Schauspieler Robert Montgomery und Mitglieder der Motion Picture Alliance wie Robert Taylor, Adolphe Menjou, Gary Cooper und Ginger Rogers vor Ausschüssen des HUAC, dass Hollywood von Kommunisten unterwandert sei. In der Folge wurden linker Sympathien verdächtigte Filmschaffende vor das HUAC geladen und vor die Wahl gestellt, mit diesem zusammenzuarbeiten oder Gefängnisstrafen zu riskieren. Die ersten zehn namhaften Vorgeladenen und später Verurteilten, darunter Dalton Trumbo und Edward Dmytryk, wurden unter dem Begriff Hollywood Ten bekannt. Gleichzeitig beschloss eine Gruppe von Repräsentanten von Hollywood-Filmstudios, darunter Dore Schary, Samuel Goldwyn und Walter Wanger, unter Verdacht stehende Filmkünstler nicht mehr zu beschäftigen, was dem beruflichen Aus in der Filmindustrie gleichkam. Dies war die Ausgangsbasis für die so genannte Schwarze Liste.
Walt Disney, Vizepräsident der MPA, nannte bei seiner Zeugenaussage vor dem HUAC am 24. Oktober 1947 drei Mitarbeiter, die sich an einem Streik in seinem Unternehmen beteiligt hatten und seiner Meinung nach eine Bedrohung für seine Geschäfte darstellten. Einer der drei, der aktive Gewerkschafter Herbert Sorrell, wurde nach der Öffnung der russischen Archive 1991 tatsächlich als Kontaktmann des sowjetischen Geheimdienstes, nach anderen Quellen als Spion enttarnt. Auch Howard Hughes von RKO Pictures passte sich dem vorherrschenden Klima an, kündigte die „Säuberung“ seiner Produktionsgesellschaft von Kommunisten an und gab die Produktion des Films I Married a Communist (später erschienen als The Woman on Pier 13) in Auftrag. Zuvor hatte er noch eines seiner Flugzeuge zur Verfügung gestellt, damit Mitglieder des Committee for the First Amendment, eines Zusammenschlusses von Vertretern des liberalen Hollywood wie Humphrey Bogart, Danny Kaye und John Huston, nach Washington fliegen und gegen die Vorladung der Hollywood Ten protestieren konnten. Das demokratische HUAC-Mitglied John E. Rankin suchte im Gegenzug Kritiker wie Kaye, Edward G. Robinson und Melvyn Douglas zu diskreditieren, indem er auf ihre jüdische Herkunft verwies.
Eine zweite Welle von Vorladungen vor das HUAC setzte 1951 ein. Filmschaffende wurden vor die Wahl gestellt, entweder die Namen ehemaliger oder gegenwärtiger Kommunisten und „Weggenossen“ zu nennen oder keine Beschäftigung mehr in der Filmindustrie zu finden. Wie Larry Ceplair und Steven Englund in Inquisition in Hollywood darlegen, waren die Namen, die dem Komitee bei diesen Vernehmungen genannt wurden, bereits bekannt; entscheidend war, ob die Vorgeladenen kooperierten oder sich unter Verweis auf den 5. Zusatzartikel zur Verfassung der Vereinigten Staaten weigerten, womit sie selbst auf die Schwarze Liste kamen. Zu den friendly witnesses („freundlichen Zeugen“), die Namen nannten und ihre Karriere fortsetzen konnten, zählten Elia Kazan, Budd Schulberg, Lee J. Cobb, Sterling Hayden, Lloyd Bridges und der um seine Rehabilitation kämpfende Edward Dmytryk. Unkooperative, unfriendly witnesses („unfreundliche Zeugen“) emigrierten wie die Regisseure Joseph Losey und Jules Dassin nach Europa oder fanden wie die Schauspieler Zero Mostel und Gale Sondergaard fortan ausschließlich im Theater Engagements. Einige unkooperative Drehbuchautoren konnten trotzdem weiterarbeiten, weil ihnen Kollegen ihren Namen als Strohmänner zur Verfügung stellten. Einer der wenigen linken Autoren, die noch zu Beginn der 1950er Jahre eine Beschäftigung fanden, war Carl Foreman. Er wurde von Gary Cooper, trotz seiner konservativen Überzeugung inzwischen ein lautstarker Kritiker des HUAC, protegiert, ging aber, als er von seinem Geschäftspartner Stanley Kramer fallen gelassen worden war, bald darauf ebenfalls nach Europa.
Obwohl keine „offizielle“ Schwarze Liste im Bereich der Fernsehindustrie existierte, mussten auch hier Mitarbeiter bei Verdächtigungen um ihren Arbeitsplatz fürchten. Regisseur Martin Ritt wurde in einer Publikation von AWARE Inc. wegen prosowjetischen Spenden aus Zeiten des Zweiten Weltkriegs denunziert und entlassen. Erst 1956 erhielt er die Gelegenheit, bei einem unabhängig in New York City produzierten Film wieder Regie zu führen. Philip Loeb, beliebter Sprecher und Darsteller der Radio- und TV-Serie The Goldbergs, verlor seine Arbeit, weil sein Name in einem anderen privat publizierten Traktat namens Red Channels („Rote Kanäle“) erwähnt worden war. Er verfiel in Depressionen und nahm sich das Leben.
Der Schriftsteller Thomas Mann war während der nationalsozialistischen Herrschaft in die USA emigriert. Er bekundete öffentlich seine Sympathie für die Hollywood Ten und seine ablehnende Haltung gegenüber der Mundt-Nixon-Bill. Im Juni 1951 verlas der republikanische Abgeordnete Donald L. Jackson im Repräsentantenhaus einen Zeitungsartikel, der Mann als „one of the world’s foremost apologists for Stalin and company“ („einer der weltweit bedeutendsten Apologeten von Stalin und Co.“) bezeichnete. Die deutschen Emigranten Hanns Eisler und Bertolt Brecht wurden vor das HUAC geladen. Eisler wurde wegen Verweigerung der Zusammenarbeit des Landes verwiesen, Brecht reiste auf eigene Initiative hin aus. Dem in den USA lebenden britischen Staatsbürger Charles Chaplin wurde wegen seiner kritischen Haltung gegenüber dem HUAC 1952 nach einer Promotion-Tour durch Europa (für seinen Film Rampenlicht) die Wiedereinreise verweigert.
Der Schriftsteller Arthur Miller und der politische Folk-Sänger Pete Seeger wurden jeweils zu einer Gefängnisstrafe verurteilt, weil sie sich mit Verweis auf ihre verfassungsmäßigen Rechte weigerten, vor dem Komitee für unamerikanische Umtriebe auszusagen.

### Ermittlungen gegen Staatsbedienstete und Wissenschaftler
Große Aufmerksamkeit erregte 1950 die Verurteilung des ehemaligen Roosevelt-Vertrauten Alger Hiss. Hiss war von Whittaker Chambers, einem ehemaligen Mitglied der CPUSA und Chefredakteur des Time-Magazins, öffentlich der prosowjetischen Spionage bezichtigt worden. Der anschließende medienwirksame Prozess, von Richard Nixon massiv vorangetrieben, mündete zwar nur in einer Verurteilung Hiss’ wegen Meineids, stellte aber neben Nixon im Gefolge auch Senator Joseph McCarthy ins Rampenlicht. McCarthy behauptete, er verfüge über eine Liste mit Namen von 205 Mitarbeitern des Außenministeriums, die eine Sicherheitsgefahr darstellten, darunter Roosevelts China-Experte Owen Lattimore. Die Vorwürfe wurden vom eigens eingerichteten Tydings Committee (benannt nach dem demokratischen Senator Millard Tydings aus Maryland) untersucht, aber nicht bestätigt. Daraufhin unterstützte McCarthy bei der nächsten Senatorenwahl in Maryland Tydings republikanischen Kontrahenten John Marshall Butler, der dank einer polemisierenden Medienkampagne gewann.
Auch die Loyalität von Wissenschaftlern wurde in Zweifel gezogen. Einer von ihnen war Edward Condon, der unter anderem an der Entwicklung des Radars sowie am Manhattan-Projekt zur Entwicklung der ersten Atombombe beteiligt gewesen war. Der republikanische HUAC-Vorsitzende J. Parnell Thomas nannte Condon „das vielleicht schwächste Glied in unserer atomaren Sicherheit“. Im Gegenzug griff Präsident Truman Thomas auf einer Tagung der American Association for the Advancement of Science scharf an. Nach Walter Goodman, Autor des Buchs The Committee, beruhten Thomas’ Vorwürfe darauf, dass sich Condon den Zorn des Leiters des Manhattan-Projekts, General Leslie R. Groves, zugezogen hatte, als er sich erfolgreich dafür eingesetzt hatte, die neu gebildete Atomic Energy Commission nicht unter militärische, sondern zivile Kontrolle zu stellen. 1951 konnte Condon schließlich alle gegen ihn gerichteten Vorwürfe entkräften.
Ebenfalls ein Opfer von antikommunistischen Ermittlungen wurde der Atomwissenschaftler Robert Oppenheimer. Nachdem er 1949 noch zu Condons Missfallen bereit gewesen war, dem HUAC Namen linker Studenten zu nennen, führten seine Kritik am beginnenden nuklearen Wettrüsten und eine Nennung durch seine Kollegen Lewis Strauss und Edward Teller 1954 zu einer neuerlichen Vorladung und zur Entlassung aus der Atomic Energy Commission. Nach der Konstruktion von Verdächtigungen, völlig irrelevanten Vorwürfen, zu denen noch geheimdienstliche Überwachungen und die unberechtigte Weitergabe von FBI-Unterlagen hinzukamen, bestand das Bemühen einzelner hoher Regierungsbeamte darin, Spionage- und Illoyalitätsvorwürfe an die Presse durchzustechen. David Bohm, dessen Doktorarbeit Oppenheimer betreute, wurde vorgeladen; obwohl er freigesprochen wurde, musste er Princeton University verlassen und ging ins Exil nach Brasilien. Theoretische Physiker galten als verdächtig, besonders empfänglich für kommunistischen Einfluss zu sein.
1952 wurde der Republikaner Dwight D. Eisenhower zum neuen Präsidenten der USA gewählt. Im selben Jahr wurden das Permanent Subcommittee on Investigations und das Committee on Government Operations ins Leben gerufen und McCarthy 1953 zum Vorsitzenden bestimmt. McCarthy begann umgehend mit der Überprüfung der Loyalität der Mitarbeiter des staatlichen Radiosenders Voice of America. Auch ordnete er an, aus den dem Außenministerium unterstehenden Büchereien, etwa der Amerika-Häuser, Bücher zu entfernen, deren Autoren als Kommunisten oder deren Sympathisanten verdächtigt wurden oder wie die Schriftsteller Howard Fast und Dashiell Hammett vor seinem Komitee die Aussage verweigert hatten. Dabei bediente sich McCarthy wie schon das HUAC des Massenmediums Fernsehen, in dem die Anhörungen Vorgeladener ausgestrahlt wurden. Zu seinen Beratern gehörten die Anwälte Roy Cohn und Robert F. Kennedy. Cohn und G. David Schine suchten persönlich die Büchereien des Außenministeriums in Europa auf, um sicherzustellen, dass McCarthys Direktiven befolgt wurden.

### Soziale Basis
Das Vorgehen McCarthys und des HUAC stieß bei einem großen Teil der amerikanischen Bevölkerung auf breite Zustimmung. Der Soziologe Samuel A. Stouffer attestierte in einer 1954 durchgeführten Studie eine weite Verbreitung von Verschwörungsdenken, unkritischem Antikommunismus und Intoleranz gegenüber abweichendem Denken und Verhalten insbesondere in ländlichen und kleinstädtischen Schichten des Mittleren Westens. Da sich die Verhöre vor allem gegen Intellektuelle, hochgestellte Regierungsbeamte und andere Privilegierte richteten, glauben Jürgen Heideking und Christof Mauch, dass sich in ihnen „der Drang der Mittelklassegesellschaft [manifestierte], ihre eigenen Normen allgemein verbindlich zu machen und politisch-kulturelle Abweichungen vom akzeptierten Meinungsspektrum in möglichst engen Grenzen zu halten“.

### Das Ende der McCarthy-Ära
McCarthys Macht bröckelte ab 1954, als er begann, hochrangige Mitglieder der United States Army vorzuladen und kommunistischer Sympathien zu bezichtigen. Im Gefolge kam es zu Gegenanklagen seitens der Armee gegen seinen Berater Cohn. Gleichzeitig attackierte Edward R. Murrows Fernseh-Politmagazin See It Now McCarthys Methoden, was seinen zunehmenden Popularitätsverlust zur Folge hatte. Ein im Senat von dem Republikaner Ralph Flanders eingebrachter Antrag führte zu einer „Rüge“ (Censure) McCarthys und seiner Entmachtung. 1955 musste McCarthy seinen Vorsitz im Committee on Government Operations abgeben und verschwand in der politischen Bedeutungslosigkeit. Er starb nur zwei Jahre später. Das Committee on Government Operations wurde 1977 aufgelöst, seine Funktionen übernahm das Committee on Governmental Affairs.
Das HUAC blieb zwar aktiv im Kampf gegen politische Gegner, verlor aber zusehends an Bedeutung. Der Schriftsteller Arthur Miller, der 1953 in seinem Theaterstück Hexenjagd (engl.: The Crucible) die Hetze der McCarthy-Ära kaum verhohlen kritisiert hatte, wurde 1956 vorgeladen. Er erschien in Begleitung seiner Frau Marilyn Monroe und weigerte sich, irgendwelche Namen von Weggefährten zu nennen. Er wurde verurteilt und legte Berufung ein, der 1958 vom Appellationsgericht in Washington stattgegeben wurde. 1959 bezeichnete Ex-Präsident Truman das HUAC als „die heutzutage unamerikanischste Angelegenheit in diesem Land“. 1960 wurde mit Drehbuchautor Dalton Trumbo erstmals ein durch das HUAC und die Schwarze Liste diskreditierter Filmemacher wieder namentlich in gleich zwei Filmen genannt, Exodus und Spartacus. Im Fernsehbereich zeichnete sich das Ende der McCarthy-Ära schon früher ab: 1957 stellte Alfred Hitchcock den arbeitslosen Schauspieler Norman Lloyd als Associate Producer für seine Serie Alfred Hitchcock Presents ein.
Orson Welles und Lewis Milestone, die zwar nicht vorgeladen worden waren, es aber vorgezogen hatten, in der Blütezeit der McCarthy-Ära im Ausland zu arbeiten, kehrten Mitte der 1950er Jahre in die USA zurück; andere, wie Joseph Losey, blieben ihrer einstigen Heimat dauerhaft fern. Während Gary Cooper oder Sterling Hayden ihre Kooperation mit dem HUAC öffentlich bereuten, verteidigten andere wie Elia Kazan oder Budd Schulberg bis zuletzt ihre Mitarbeit. 1969 wurde das HUAC in Internal Security Committee umbenannt und schließlich 1975 aufgelöst.
Der nie zur Anwendung gelangte McCarran Internal Security Act wurde im Laufe der Jahre in Teilen aufgehoben, so im September 1971 im Rahmen des Non-Detention Act.

## Der Begriff „McCarthyismus“
Der Begriff „McCarthyismus“ wurde von Herbert Block geprägt, einem Karikaturisten der Washington Post. Am 29. März 1950, wenige Wochen nach McCarthys erster Verlautbarung über angebliche Kommunisten im Regierungsapparat, veröffentlichte die Washington Post eine Karikatur, in der Robert A. Taft und andere führende republikanische Politiker einen Elefanten, das Symbol ihrer Partei, zu einem wackligen Turm aus Teereimern lotsen, deren oberster als „McCarthyism“ gekennzeichnet ist. Der Elefant fragt ängstlich: „Meint ihr wirklich, ich soll da oben drauf stehen?“ McCarthy griff den Begriff auf und wendete ihn ins Positive: „McCarthyismus ist Amerikanismus mit hochgekrempelten Ärmeln.“ 1952 gab er eine Sammlung seiner antikommunistischen Reden unter dem Titel McCarthyism: The Fight for America heraus. Heute wird der Begriff dagegen zumeist mit negativer Konnotation für die demagogische Kommunistenjagd der frühen 1950er Jahre benutzt, bei der die hysterischen Ängste der Bevölkerung ausgenutzt worden seien, um Unschuldige oder relativ harmlose Andersdenkende zu verfolgen; er wird assoziiert mit Verschwörungstheorien und einer „Herrschaft des Terrors“, in der auf schlüssige Beweisführung kein Wert mehr gelegt worden sei. Losgelöst vom eigentlichen historisch-politischen Bezug, wird der Begriff auch für die Verwendung von Unterstellungen und unbewiesenen Behauptungen, ganz gleich zu welchem Zweck, gebraucht. Historisch erwies sich der McCarthyismus nicht als eine dauerhafte Begleiterscheinung des Kalten Krieges.

## Künstlerische Verarbeitung der McCarthy-Ära

### Filme
- 1952: The Hoaxters – Regie: Herman Hoffman
- 1956: Storm Center – Regie: Daniel Taradash
- 1956: Die unsichtbare Front (Three Brave Men) – Regie: Philip Dunne
- 1957: Ein König in New York (A King in New York) – Regie: Charlie Chaplin
- 1962: Botschafter der Angst (The Manchurian Candidate) – Regie: John Frankenheimer
- 1976: Der Strohmann (The Front) – Regie: Martin Ritt
- 1976: Hollywood vor Gericht (Hollywood on Trial) (Dokumentarfilm) – Regie: David Helpern
- 1991: Schuldig bei Verdacht (Guilty by Suspicion) – Regie: Irwin Winkler
- 1995: Nixon – Regie: Oliver Stone
- 2001: The Majestic – Regie: Frank Darabont
- 2005: Good Night, and Good Luck – Regie: George Clooney
- 2011: The Real American – Joe McCarthy (Dokumentarfilm) – Regie: Lutz Hachmeister
- 2015: Bridge of Spies – Der Unterhändler (Bridge of Spies) – Regie: Steven Spielberg
- 2015: Trumbo – Regie: Jay Roach
- 2023: Oppenheimer – Regie Christopher Nolan

### Theater
- 1953: Hexenjagd (The Crucible) von Arthur Miller
- 1972: Sind Sie jetzt oder waren Sie jemals? Die Ermittlungen gegen das Show Business durch den „Ausschuß zur Untersuchung unamerikanischer Umtriebe“ 1947–1956 (Are You Now or Have You Ever Been. The Investigation of Show Business by the Un-American Activities Committee 1947–1956) von Eric Bentley

### Mini-Serie
- 2023: Fellow Travelers